# Rüte
Rüte je bývalá obec (okres) ve švýcarském kantonu Appenzell Innerrhoden. Nachází se asi 5 kilometrů jihovýchodně od hlavního města kantonu, Appenzellu, v nadmořské výšce 799 metrů. Žije zde přibližně 3 600 obyvatel.
K 1. květnu 2022 se Rüte sloučilo se sousedním okresem Schwende do nového okresu Schwende-Rüte.

## Historie

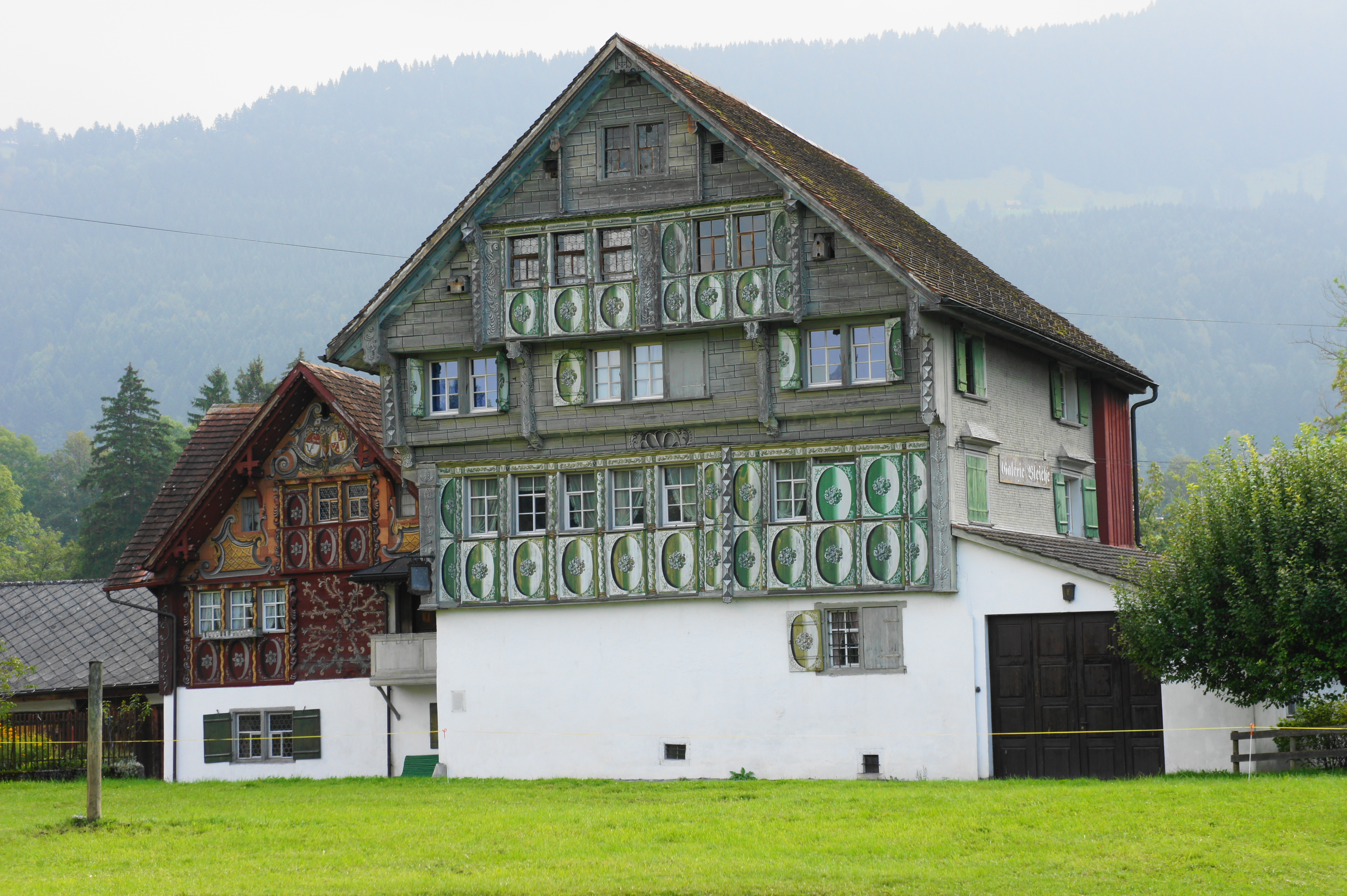
Budova Alte Bleiche v Rüte

Okres vznikl z bývalého okrsku Rüte, který vznikl pravděpodobně mezi lety 1204 a 1220. Od roku 1872 odpovídá (až na drobné změny) území bývalého okresu Rüti.
Okres Rüte původně tvořilo zemědělské rozptýlené osídlení s převažujícím chovem dobytka. Ve třech vesnicích byla škola, jeden nebo dva hostince a kaple. Kostel v Brülisau byl pobočným kostelem Appenzellu od roku 1647, kostel v Eggerstandenu od roku 1750. V roce 1845 bylo Brülisau povýšeno na samostatnou farnost. Díky stavební činnosti ve Weissbadu (od roku 1850), Steineggu (60. léta 20. století) a Eggerstandenu (70. léta 20. století) vyrostly z původně malých osad větší vesnice. V části Appenzellu patřící Rüte, kde byly první domy postaveny v 19. století u nové silnice do Gaisu (1850–1852) a po roce 1900 na Blumenrainu, se od 30. let 20. století a více po roce 1950 rozvíjela nová čtvrť.
Až do konce 20. století pomáhalo ruční vyšívání jako vedlejší činnost žen zemědělců udržovat většinou nevýnosná malá hospodářství s kolísavými výnosy z chovu prasat. Po roce 1950 se počet zemědělských podniků v důsledku agrárních strukturálních změn snížil. Výrazně se zvýšila průměrná plocha farmy a počet hospodářských zvířat na farmu. Okres je dostupný silnicemi z Appenzellu přes Steinegg do Weissbadu (otevřena v roce 1869) a Eggerstandenu (1912) a ze Steineggu do Brülisau (1916). V roce 1912 začala z Appenzellu přes Steinegg do Wasserauenu jezdit dráha Säntisbahn (od roku 1947 součást sítě úzkorozchodných drah Appenzeller Bahnen). Od roku 1964 vede z Brülisau na vrchol Hoher Kasten lanová dráha.

## Obyvatelstvo
| Rok            | 1900 | 1950 | 2000 | 2010 |
| Počet obyvatel | 1997 | 2028 | 2915 | 3356 |